# Első olmedói csata
Az első olmedói csatára a kasztíliai, valamint a navarrai és aragóniai erők között 1445. május 19-én került sor Olmedo közelében, Kasztíliában (ma Valladolid tartomány, Spanyolország).
A háborút részben II. János kasztíliai király és támogatója, Álvaro de Luna rendeletei okozták, amelyek szerint Medina del Campo város bérleti díjai és adói őket illetik és nem II. János aragóniai királyt. Az utóbbi király megszállta Kasztíliát, és ebben segítette bátyja, V. Alfonz aragóniai király. A kasztíliai király elhagyta Medina del Campót, és megütközött a betolakodókkal Olmedónál, ahol győzedelmeskedett. Az infáns (Aragón Henrik), Alfonz és János öccse néhány nappal később belehalt sérüléseibe Calatayudban.

## Kapcsolódó szócikk
- Második olmedói csata

## Fordítás
- Ez a szócikk részben vagy egészben  a   First Battle of Olmedo című angol Wikipédia-szócikk ezen változatának fordításán alapul.  Az eredeti cikk szerkesztőit annak laptörténete sorolja fel. Ez a jelzés csupán a megfogalmazás eredetét és a szerzői jogokat jelzi, nem szolgál a cikkben szereplő információk forrásmegjelöléseként.